# Kablovi
Kablovi (szerbül: Каблови), település Bosznia-Hercegovinában, a Bosanska Krajina keleti részén, Čelinac községben, a Szerb Köztársaságban. 

## Fekvése
A település Bosznia-Hercegovina északi részén, Banja Lukától légvonalban 14, közúton 29 km-re délkeletre, községközpontjától légvonalban 8, közúton 14 km-re délnyugatra, a Rijeka-patak völgyétől északra, 330-420 méteres tengerszint feletti magasságban fekszik.

## Népessége

### A település népessége
| Nemzetiségi csoport | Népesség 1991 | Népesség 2013 |
| ------------------- | ------------- | ------------- |
| Szerb               | 268           | 118           |
| Bosnyák             | 7             | 1             |
| Horvát              | 1             | 1             |
| Jugoszláv           | 12            | 0             |
| Egyéb               | 6             | 1             |
| Összesen            | 294           | 121           |

## Története
A település 1878-ig tartozott az Oszmán Birodalomhoz, ekkor a berlini kongresszus határozata alapján az Osztrák-Magyar Monarchia része lett. 1879-ben az első osztrák-magyar népszámlálás során a Banja Luka-i járáshoz tartozó településnek 16 háztartása és 142 ortodox lakosa volt. 1910-ben a Kotori járáshoz tartozó településen 28 háztartást és 230 ortodox lakost találtak. A monarchia szétesésével 1918-ban előbb a Szerb-Horvát-Szlovén Királyság, majd 1929-től a Jugoszláv Királyság része. 1921-ben a településnek 195 ortodox lakosa volt. Az 1929-es törvény értelmében, amikor Bosznia-Hercegovinát négy banovinára, Drinskára, Vrbaskára, Zetskára és Primorskára osztották, a település a Vrbaska banovina része lett, amelynek székhelye Banja Luka volt Jugoszlávia megszállása után a Független Horvát Állam (NDH) része lett. 
A daytoni békeszerződést követő területfelosztásnál a település Čelinac község részeként a Szerb Köztársaság területéhez került. 

## Nevezetességei
Szent Marina nagyvértanú tiszteletére szentelt ortodox temploma az ortodox temető közepén áll.